# Distretto di Phongsali
Il distretto di Phongsali è uno dei sette distretti (mueang) della provincia di Phongsali, nel Laos. Ha come capoluogo la città di Phongsali.